# Гавилгарх
Гавилгарх (маратхи गाविलगड) — бывший форт империи маратхов. Находится к северу от плоскогорья Декан, в районе Мелгатского тигрового заповедника, округ Амравати, штат Махараштра. 15 декабря 1803 года во время второй англо-маратхской войны был успешно взят англо-индийскими силами под командованием Артура Уэлсли. 

## История
Ранее форт, скорее всего, был сделан из глины и дерева, как и несколько других в том же регионе. Точная дата постройки неизвестна, но персидский историк Феришта пишет, что Ахмед Шах Вали, девятый король династии Музаффаридов, построил Гавилгхур, когда расположился лагерем в Элличпуре в 1425 году. Вероятно, в это время были возведены крупные укрепления.
В 1803 году во время второй маратхской войны форт был осаждён Артуром Уэлсли (позже герцог Веллингтон). После двух неудачных попыток атаковать главные ворота ротами англичан и сипаев, повлекших за собой множество жертв, капитан Кэмпбелл провёл 94-ю шотландскую бригаду (лёгкую роту) вверх по балке, разделяющей внутренние и внешние форты во внутреннюю крепость, применив эскаладу. Затем шотландцы захватили северные ворота, открыли их и другие ворота, позволяя войти оставшимся британским войскам. Британцы понесли в заключительном нападении незначительные потери (приблизительно 150 человек). Форт был возвращён маратхам после заключения мира с англичанами, но позже они его покинули.

## Основные особенности
На форте есть несколько надписей на персидском языке, указывающих дату постройки каждых из его семи ворот. Форт имеет два резервуара для воды (Девталав и Кханталав), которые были основным источником воды в случае осады. Внутри форта наиболее примечательным объектом являются руины мечети. Она находится на самой высокой точке внутреннего форта и построена в стиле пуштунской архитектуры. Мечеть имеет квадратный навес с замысловатой каменной решёткой и семиарочным фасадом. Изначально в мечети было два минарета, только один из которых сегодня не повреждён.
Гафур Ахмед, яглия (арендатор) форта Нарнала, пытался определить надёжность камер форта, загнав в них 20 овец. Одна из овец появилась в Гавилгхуре, который находится на расстоянии более 30 километров. Так что, вероятно, между двумя фортами есть туннель.[стиль]

По сей день в стенах форта есть несколько неотремонтированных брешей, проделанных
 британскими пушками. Пушка, одним выстрелом которой было убито пятеро атакующих, всё еще стоит на своём месте.

## В литературе
Кампания по захвату Гавилгхура является основой романа Бернарда Корнуэлла «Крепость Шарпа», третьей в серии книг, посвящённых пребыванию героя в британской армии в Индии в наполеоновские времена.

## Галерея

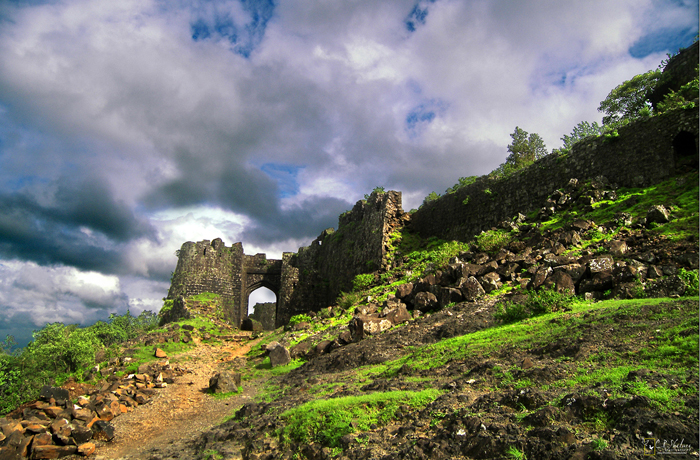
Стены форта
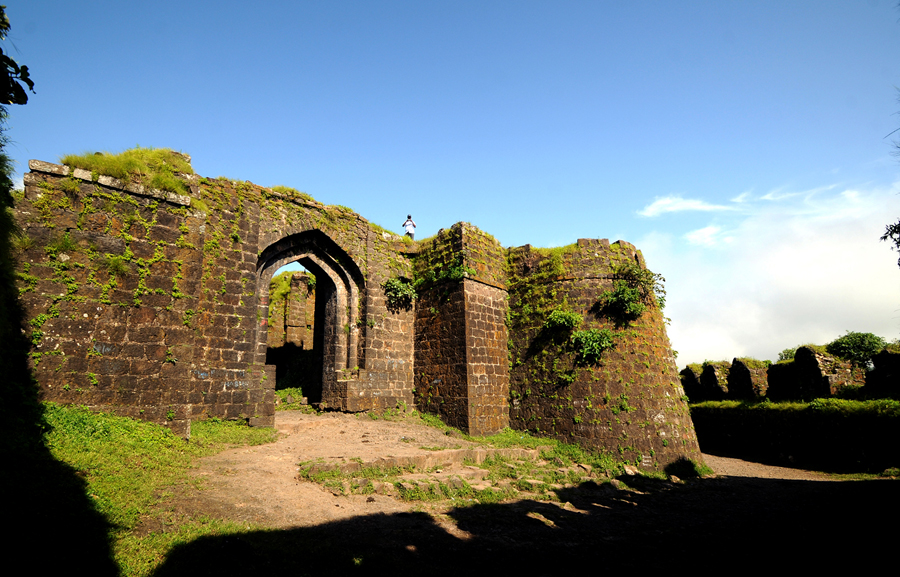
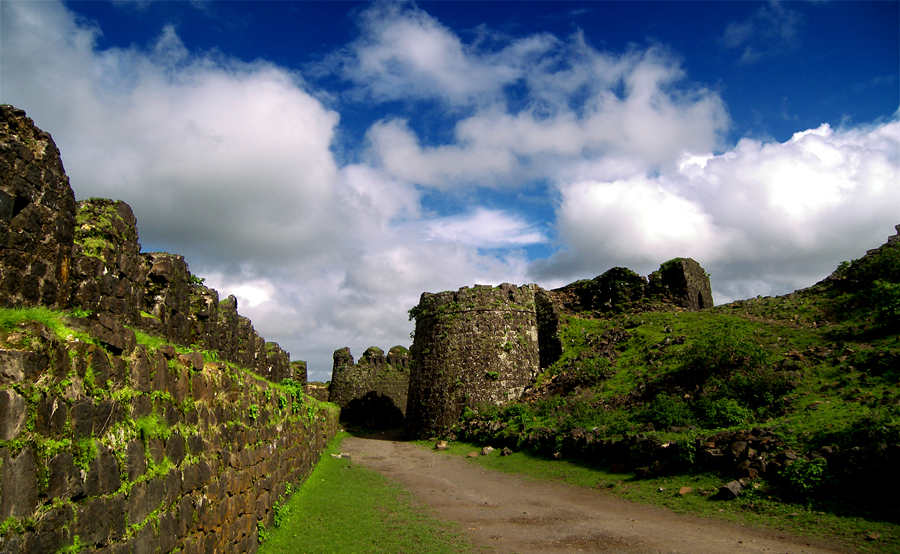
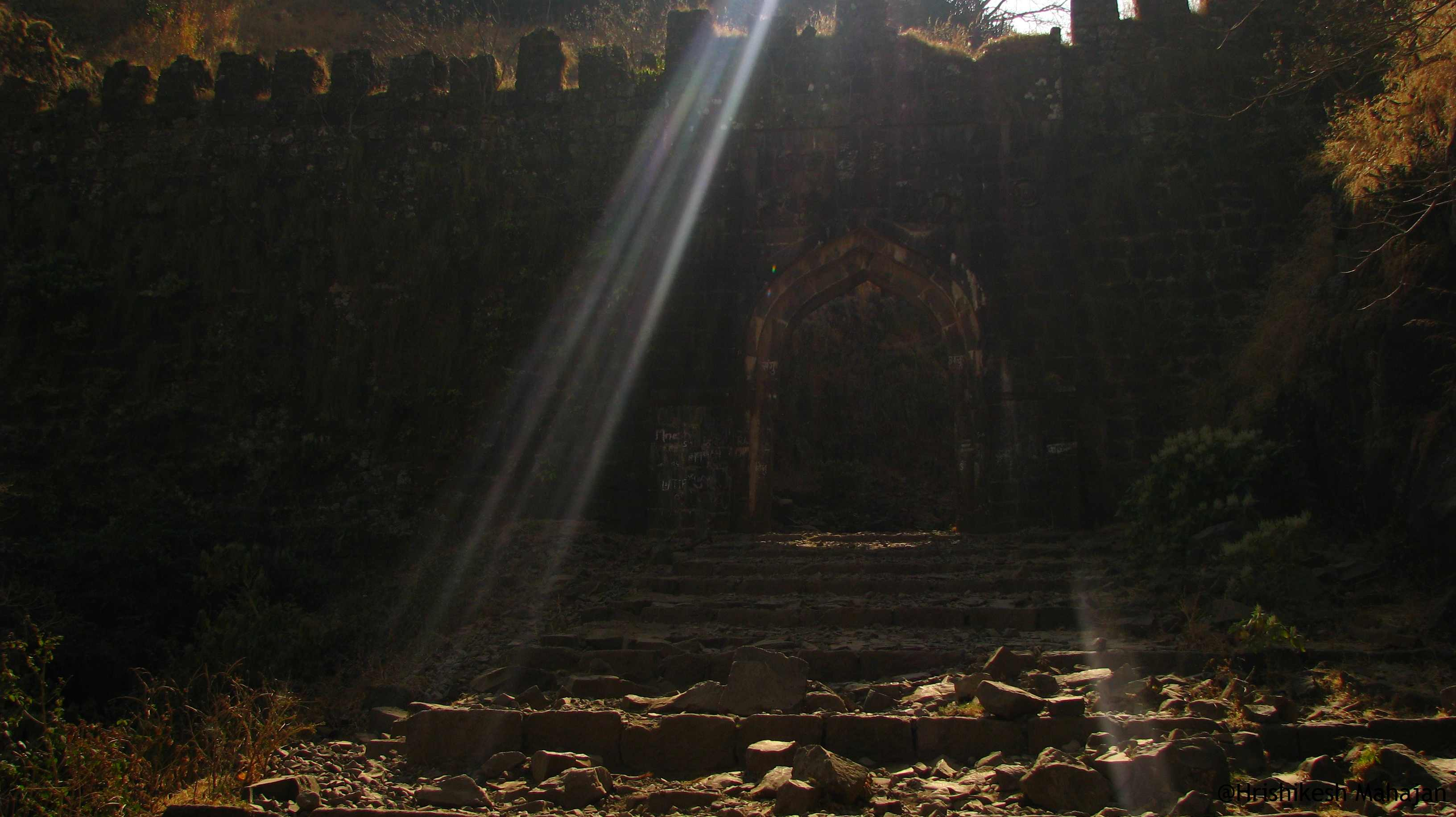
Вход в форт
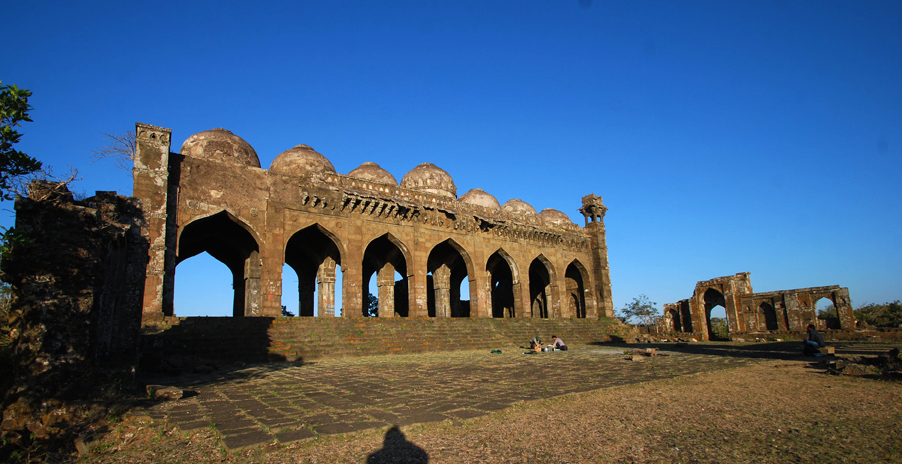
Мечеть
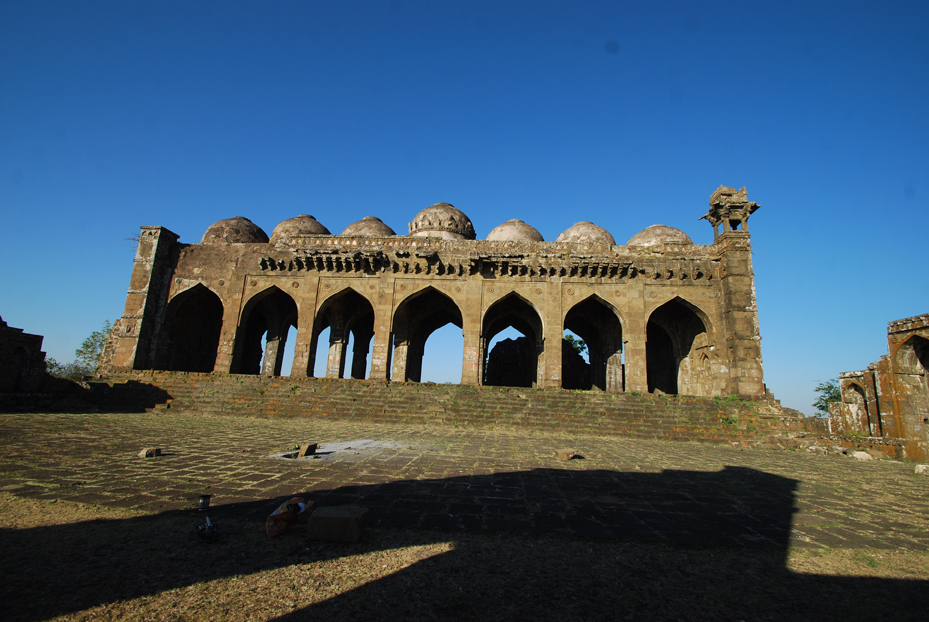
Мечеть
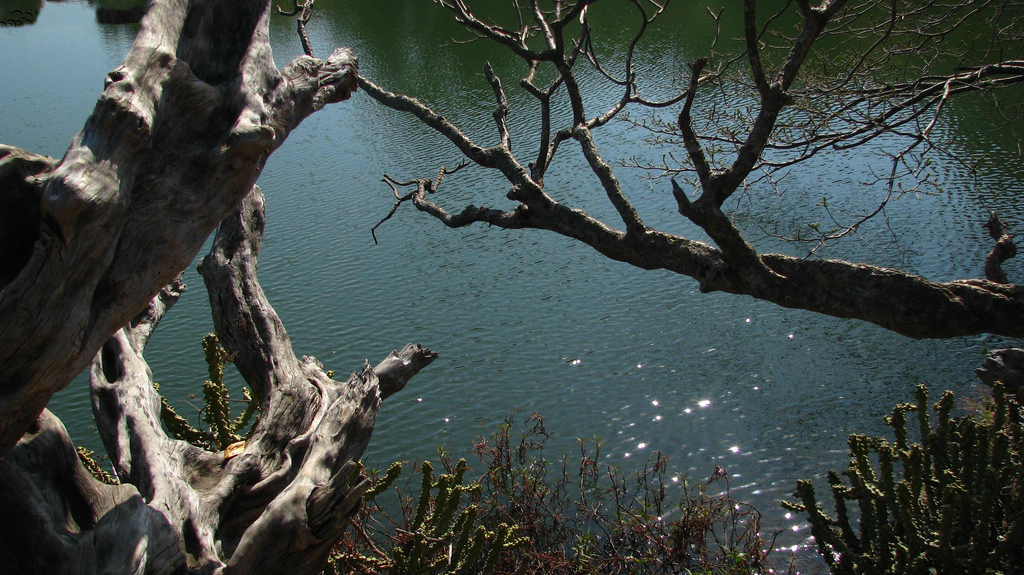
Водяной резервуар внутри форта
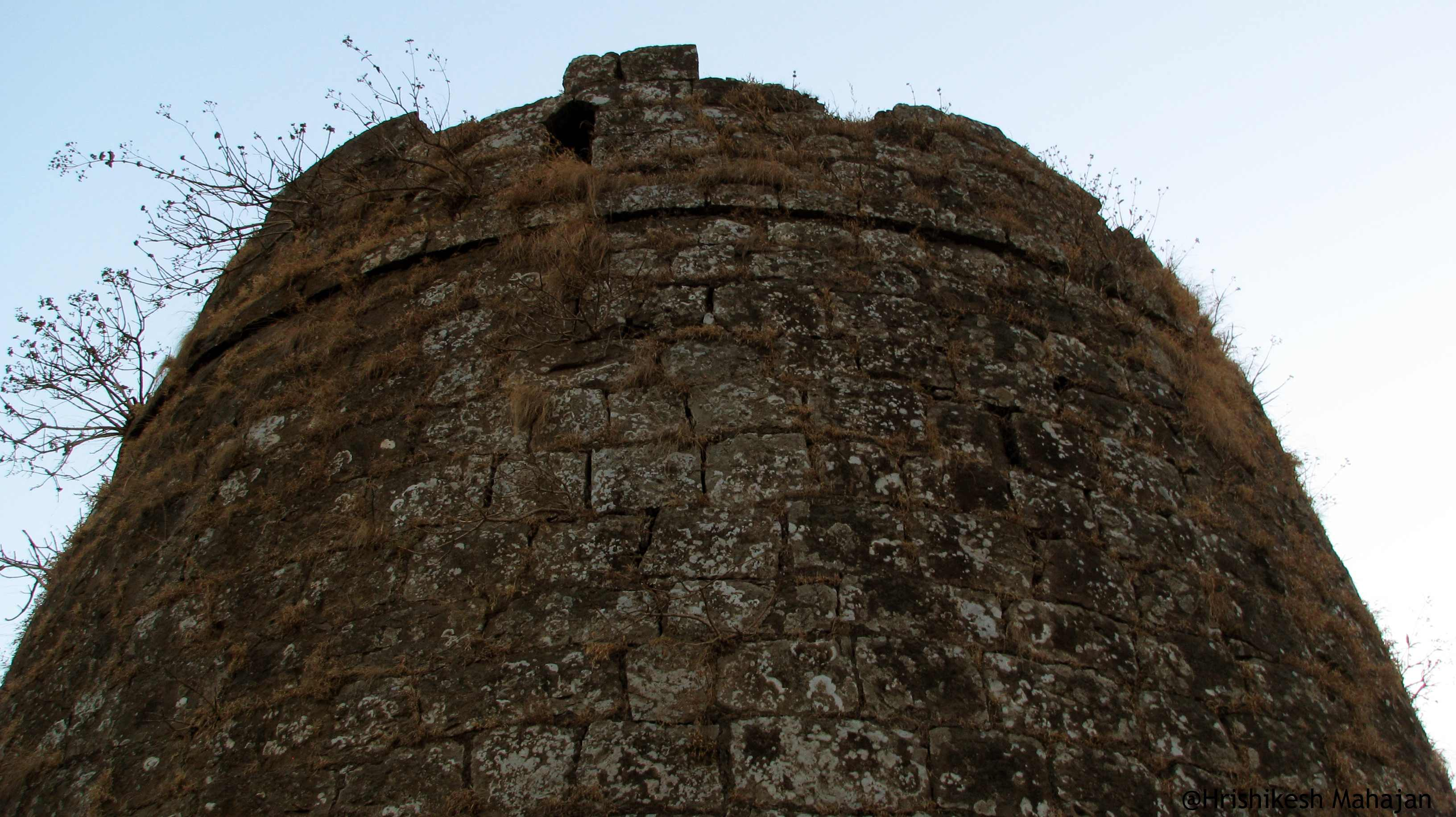
Сторожевая башня (Бурудж)
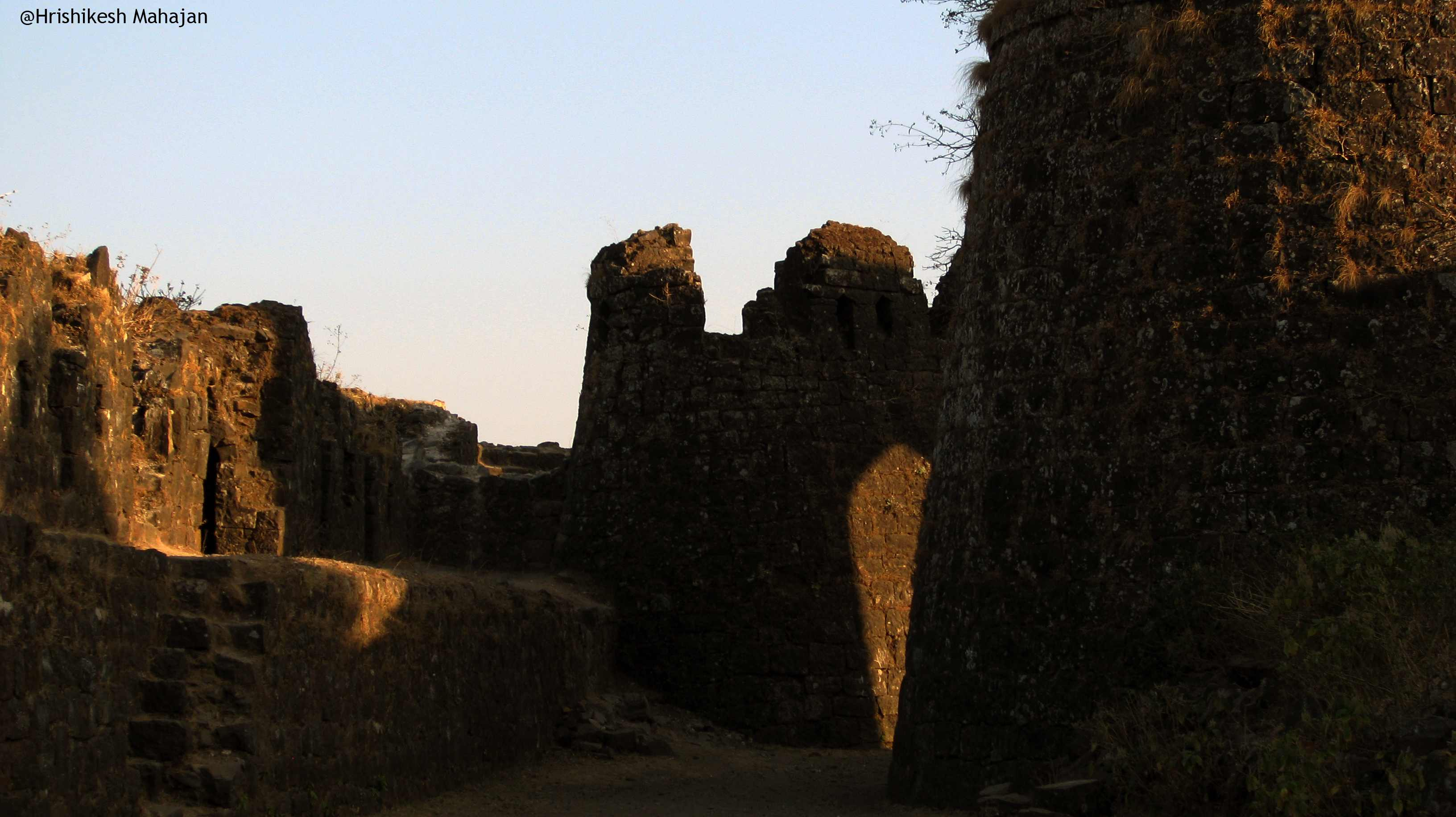
Развалины форта